# Eugène Fromentin
Eugène Fromentin (La Rochelle, 24 de octubre de 1820 - 27 de agosto de 1876) fue un pintor y escritor francés.

## Biografía

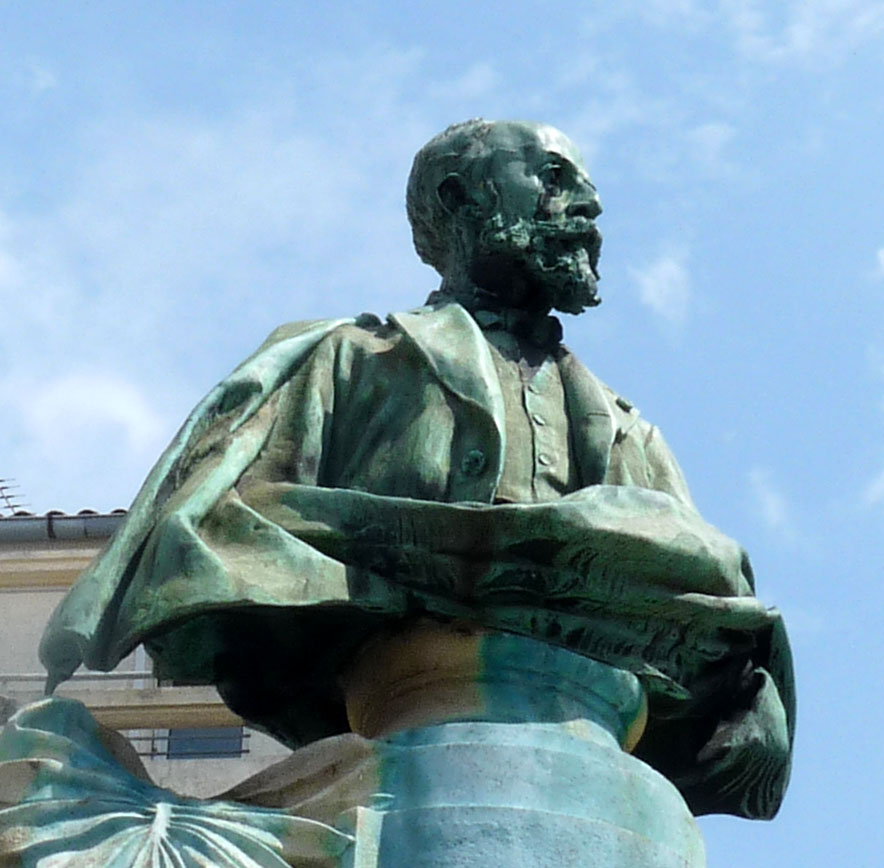
Busto en La Rochelle.

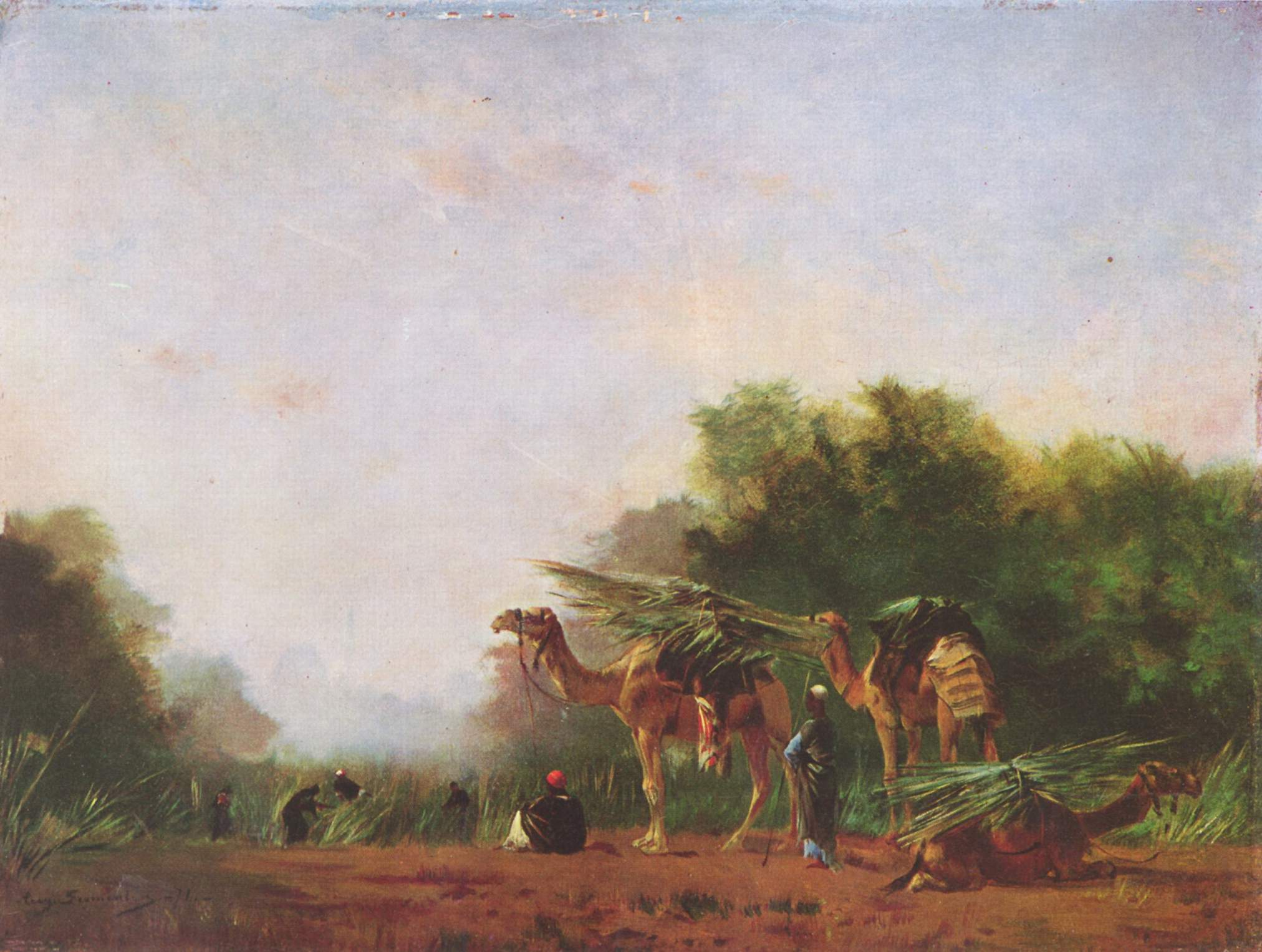
Árabes, 1871.

Eugène Fromentin fue hijo de Pierre-Samuel-Toussaint Fromentin (1786-1867), médico y pintor amateur, y de Françoise-Jenny Billotte (1797-1867). Tras una brillante etapa escolar, Fromentin marcha a París en noviembre de 1839, donde obtiene un grado en Derecho a comienzos de 1843. Su padre le concede el permiso para asistir al taller del pintor Jean-Charles Rémond, taller que abandona pronto por el del paisajista Louis Cabat.
En 1846, visita Argelia con dos amigos y completa sus cuadernos de apuntes con paisajes y campesinos del África del Norte. Como Théophile Gautier, quedó prendado de los trabajos de Prosper Marilhat en el Salón de París de 1844. En 1847, Fromentin envía tres cuadros al Salon de París, que fueron admitidos por unanimidad : Ferme aux environs de La Rochelle, Mosquée près d'Alger y Gorges de la Chiffa. Más tarde, envió cinco cuadros al Salón de 1849, entre ellas una segunda versión de Femmes d'Alger. Obtuvo una medalla de segunda clase. Fromentin expuso también cuadros en el Salón de 1850, así como en el del 1857, salón en el que participó hasta 1869. Más tarde, volvió al Salón de París en el período 1872 y 1876.
Estudió con el pintor paisajista Louis Cabat. Fue uno de los primeros intérpretes pictóricos de Argelia, habiendo podido visitar, siendo bastante joven, la tierra y las gentes que le sugirieron la mayor parte de sus obras, y almacenarlas en su memoria, así como en sus archivos, con los detalles pintorescos y característicos de la vida norteafricana. 
Fue muy influido por el estilo de Eugène Delacroix. Sus obras se distinguen por su sorprendente composición, gran habilidad y brillantez del color.

## Obras
- Domingo (Edit. 1928 por Espasa Calpe SA, traducción del francés por Pedro Vances). Novela.